# BloodRayne
BloodRayne ist eine zweiteilige Videospielreihe des Entwicklers Terminal Reality. Thematisch ist sie eine Mischung aus Action und Horror. Die Spiele wurden von Majesco Entertainment veröffentlicht und es erschienen drei Filme unter der Regie von Uwe Boll zur Serie.

## BloodRayne
Bloodrayne wurde von Majesco für Windows, Mac OS, PlayStation 2, Xbox und Nintendo GameCube veröffentlicht. Während die Versionen für Playstation 2 und Nintendo GameCube noch unzensiert waren, wurden die PC- und XBox-Versionen um bestimmte Nazi-Symbole erleichtert (beispielsweise wurden Hakenkreuze gegen Triskelen ausgetauscht). Kurioserweise sind bei der PC-Version trotzdem noch nationalsozialistische Symbole auf den, während der Installation präsentierten, Artworks zu sehen. Außerdem wurden die SS-Runen in der PC-Version ebenfalls unverändert beibehalten.
Das Spiel besitzt einen äußerst hohen Gewaltgrad und wurde daher in Deutschland gar nicht erst veröffentlicht, sondern war und ist nur als Import zu haben. Aufgrund der Gewaltdarstellung wurde das Spiel am 29. November 2003 von der Bundesprüfstelle für jugendgefährdende Medien indiziert. Diese Indizierung wurde im Oktober 2021 wieder vorzeitig aufgehoben.

### Hintergrundgeschichte
Die attraktive Titelheldin Rayne ist ein Dhampir, halb Mensch, halb Vampir. Ihr Vater, der Vampirfürst Kagan, hat ihre menschliche Mutter (Rayne ist das Produkt einer Vergewaltigung) und deren Familie getötet, um Rayne keine Bezugsperson außer sich selbst zu lassen und sie sich dadurch hörig zu machen (so schuf er sich viele Untergebene). Rayne wird von der „Brimstone Society“, einer mysteriösen Organisation, vor ihrem Vater beschützt und zur gnadenlosen Vampirjägerin ausgebildet. Ihr Markenzeichen sind zwei ausklappbare Klingen an ihren Unterarmen, mit denen sie ihre Gegner im Nahkampf erledigt. Zudem ist sie eine ausgezeichnete Schützin, die in der Lage ist, zwei Schusswaffen gleichzeitig zu benutzen. Als Halbvampirin ist Rayne unsterblich, muss jedoch auch die mit ihrer Herkunft verbundenen Nachteile ertragen: Wasser und Tageslicht setzen ihr zwar nicht so sehr zu wie einem Vollblutvampir, verletzen sie aber dennoch. Außerdem ist auch sie vom Blutdurst betroffen. Auf Rache für ihre Familie sinnend, hilft die intelligente und sarkastische Rayne der „Brimstone Society“ bei Aufträgen in aller Welt, bei denen es gilt, okkulte Phänomene zu lokalisieren, zu untersuchen und gegebenenfalls zu beseitigen.
1932 wird Rayne von der „Brimstone Society“ in die Sümpfe von Louisiana geschickt, um dort mysteriöse Todesfälle aufzuklären. Ihre Lehrmeisterin, die Tibeterin und ebenfalls Dhampirin, Mynce, soll sie dabei begleiten. Rayne findet die Ursache, ein uraltes mächtiges Artefakt, welches die Menschen dort in Untote verwandelte. Ein Nazi-Offizier, Jürgen Wulf (auch Wullf oder Wolf), nimmt es Rayne allerdings ab und lässt sie schwerverletzt zurück. Fünf Jahre später, am Vorabend des Zweiten Weltkrieges, wird Rayne nach Argentinien in eine versteckte deutsche U-Boot-Werft geschickt, um ein okkultes Sonderkommando der Nazis, die gefährliche G.G.G. (Gegengeist-Gruppe), aufzuhalten. Diese ist auf der Suche nach okkulten Gegenständen, um dem Deutschen Reich unvorstellbare Macht zu verleihen und es für immer unbesiegbar zu machen. Dort soll Rayne mit Hilfe von Steckbriefen eine Reihe hochrangiger deutscher Offiziere eliminieren und die okkulten Artefakte erlangen (vor allem Beliars Auge). Doch nicht nur die Deutschen stellen sich als Bedrohung heraus, sondern auch eine Reihe an nicht-menschlichen Gegnern, wie die werwolfähnlichen Hedrox oder durch Nazi-Experimente entstandene Zombies (durch die Daemites, dämonische Parasiten). Später führt Rayne der Weg direkt nach Deutschland, zum Herzen der Gegengeist-Gruppe, in die Burg „Gaustadt“. Dort soll sie nicht nur weitere Offiziere der Wehrmacht und Waffen-SS ausschalten, sondern alle weiteren hochrangigen G.G.G.-Mitglieder, und die okkulte Bedrohung durch die Nazis abwenden. Dort, wo die Gegengeist-Gruppe alle Artefakte, um den Dämon Beliar beschwören zu können, zusammen getragen hat, stellt sie sich schließlich im letzten Kampf Jürgen Wulf, der nun selbst über übermenschliche Kräfte verfügt, sowie Beliar selbst.

### Ablauf
Das Spiel bietet 40 Level in drei Szenarien (Sümpfe von Louisiana, eine deutsche U-Boot Werft und eine deutsche Burg). Der Großteil besteht aus Kämpfen gegen unzählige Feinde. Endgegner müssen zunächst aufgespürt werden, fordernde Rätsel kommen dagegen kaum vor. Weiterhin gibt es einige Sprung- und Geschicklichkeitseinlagen zu absolvieren. Je nach Level könne diese frei erforscht werden oder man folgt festen Pfaden. Meist gibt es jedoch weiträumige Areale. Der Schwierigkeitsgrad des Spieles steigert sich dabei kontinuierlich. Häufiger sind Bosskämpfe zu bestreiten, wobei zuvor und danach Zwischensequenzen in In-Game-Grafik zu betrachten sind. Als Vor- und Abspann und zwischen den Levels gibt es zudem ansehnliche FMV-Filme.

## BloodRayne 2
Die Fortsetzung von BloodRayne erschien für PlayStation 2, Xbox und PC. Dieses Spiel wurde, im Gegensatz zum Vorgänger, offiziell in Deutschland veröffentlicht, allerdings nur in einer stark zensierten Form. Damit die USK überhaupt eine Alterskennzeichnung erteilt, wurde die Gewaltdarstellung auf ein Minimum reduziert. Trotzdem erhielt diese stark geschnittene deutsche Version Keine Jugendfreigabe. Eine ungeschnittene deutsche Version wurde in Österreich und in der Schweiz veröffentlicht. Die ungeschnittene Fassung von BloodRayne 2 wurde in Deutschland indiziert. Diese Indizierung wurde im Oktober 2021, gleichzeitig mit der des Vorgängers, wieder vorzeitig aufgehoben. In technischer Hinsicht wurde Teil 2 weiterentwickelt und erneuert. Das grundlegende Gameplay des Vorgängers wurde beibehalten.

### Hintergrundgeschichte
Rayne kämpft nun nicht mehr nur für die „Brimstone Society“, sondern ist zusammen mit ihrem Begleiter Severin (von Brimstone) auf der Suche nach ihrem verhassten Vater, dem Vampirfürsten Kagan. Gerüchten zufolge soll der totgeglaubte ehemalige Nazi-Kollaborateur eine gewaltige Explosion vor 60 Jahren überlebt haben. Die letzten 60 Jahre verbrachte Rayne zudem damit, die anderen Kinder Kagans, ihre Dhampir-Halbgeschwister, aufzuspüren und zu töten. Sie entdeckt während ihrer Nachforschungen, dass die Vampire nun durch das sogenannte Shroud in der Lage sind, den Himmel mit einer blutfarbenen Wolke zu überziehen, die es ihnen ermöglicht, am helllichten Tage umherzuwandeln. Nach der Umsetzung dieses Planes durch die Vampire kommt es zum weltweiten Chaos und Rayne plant den Tod ihres Vaters, um die Menschheit retten zu können. Zusammen mit ihrem Begleiter Severin kämpft sie sich bis zu Kagans Turm. Als besondere Widersacher agieren ihre Halbschwestern Ephemra und Ferril, die die Macht Kagans zu übernehmen gedenken. Schließlich kommt es zum finalen Duell zwischen Vater und Tochter. Rayne tötet Kagan, was jedoch nicht ausreicht, um die Zerstörung der Welt ungeschehen zu machen. Die „Brimstone Society“ hat sich bisher zurückhaltend gezeigt, kämpft jetzt jedoch energisch und hart gegen die Vampir-Invasoren. Dadurch werden auch Rayne und Severin in Mitleidenschaft gezogen und als Feinde angesehen, weshalb sie sich nach anderen Bündnispartnern beim Wiederaufbau der Welt umsehen. Das Spiel endet an dieser Stelle und deutet zugleich eine Fortsetzung an.

## Gameplay
Sowohl BloodRayne als auch BloodRayne 2 lassen sich den Genres Third-Person-Shooter und Action-Adventure zuordnen. Der Schwerpunkt der Actioneinlagen liegt im Nahkampf. Dem Subgenre Hack and Slay getreu, benutzt der Spieler die beiden an Raynes Unterarmen befestigten Klingen zum Bekämpfen der Gegner. Während das Nahkampfsystem am Anfang noch relativ simpel gestaltet ist, wird es mit fortwährender Spieldauer abwechslungsreicher, da die verschiedenen Angriffsmanöver und Spezialbewegungen erst nach und nach durch den Spielfortschritt freigeschaltet werden.
Um Raynes Lebensenergie nach Verletzungen wieder aufzufrischen, saugt die Halbvampirin ihren Gegnern das Blut aus und füllt somit ihre eigene Lebensenergieleiste. Die im Spiel verwendeten Schusswaffen können aufgrund des aus der Tomb-Raider-Serie bekannten Auto-Ziel-Systems komfortabel aus allen Lagen abgefeuert werden. Rayne kann in Teil 1 so gut wie jeden Waffentyp in beiden Händen gleichzeitig führen. In Teil 2 trägt Rayne nur ihre mit Blut gespeisten „Carpathian Dragons“, zwei mit verschiedenen Munitionstypen ladebare Handfeuerwaffen. Diese verfügen über separate Blutvorräte, können aber bei Bedarf auch direkt von Raynes eigenem Blutvorrat gespeist werden. Rätsel beschränken sich meist nur darauf, Schlüsselkarten für verschlossene Türen zu finden und einzusetzen, der Schwerpunkt liegt klar bei der Action. Lediglich kurze Jump-’n’-Run- und Geschicklichkeitseinlagen (ähnlich wie bei den neueren Prince-of-Persia-Spielen) lockern in BloodRayne 2 die Kämpfe auf.
Am Ende einiger Level muss der Spieler auch einen Endgegner bekämpfen, der meist einen Schwachpunkt hat, den es erst herauszufinden gilt. Oft ist dieser nur durch geschicktes Anwenden von Raynes Vampirkräften zu bezwingen. Zu diesen Kräften zählen der Zeitlupeneffekt, eine spezielle Vampirsicht, ein Berserkermodus, Gedankenkontrolle, und der sogenannte „Ghost Feed“ durch den sich ein Geist von Rayne losreißt und einen Gegner aussaugt, während Rayne normal weiterkämpfen kann. In BloodRayne 2 bekommt Rayne für die meisten kniffligen Passagen Hinweise per Funk von ihrem Begleiter Severin. Beide Spiele weisen in der originalen Version einen sehr hohen Gewaltdarstellungsgrad (Blut, Zerstückelungen etc.) auf.

## Comics
Es existiert außerdem eine BloodRayne-Comicserie vom US-amerikanischen Verlag Echo 3 und Digital Webbing. Diese sind offiziell und deren Handlung ist somit auch von Terminal Reality anerkannt. Die Comics behandeln die Spiele nicht weiter, sondern handeln von weiterführenden Themen wie beispielsweise einer Werwolfsjagd oder wie Rayne zu ihren Zwillingsklingen kam. Davon sind einige One Shots, andere Kurzserien mit zwei oder drei Ausgaben. Jede des dieser Comics existiert in zwei bis vier verschiedenen Auflagen, die sich durch das Cover unterscheiden, und sind mit unter auf wenige Exemplare limitiert. Bisher sind in chronologischer Reihenfolge folgende Comics erschienen:
| - Skies Afire (2004) - Seeds of Sin (2005) - Lycan Rex (2005) - Dark Soul (2005) - Twin Blades (2006) - Plague of Dreams 1 (2006) - Plague of Dreams 2 (2006) - Plague of Dreams 3 (2007) - Tibetan Heights (2007) - Red Blood Run 1 (2007) - Red Blood Run 2 (2007) | - Red Blood Run 3 (2007) - Automaton (2008) - Prime Cuts 1 (2008) - Prime Cuts 2 (2008) - Tokyo Rough 1 (2008) - Tokyo Rough 2 (2008) - Tokyo Rough 3 (2008) - Prime Cuts 3 (2009) - Prime Cuts 4 (2009) - Seeds of Sin 1 (2010) - Revenge of the Butcheress (2010) |

Abgesehen davon erschienen weitere Comics, die keine Geschichte von BloodRayne erzählen, sondern Content wie zum Beispiel BloodRayne Pin-ups, das Making-of einiger Comics, deren Charaktere oder Covers beinhalten:
| - Skies Afire special review (2004) - RAW (2005) - RAW II (2007) - RAW III (2009) |

Vor der Veröffentlichung des Videospiels BloodRayne 2 erstellte Majesco Entertainment ein Pre-Order Programm, bei dem jeder Käufer abgesehen vom Spiel auch Skies Afire special review erhielt. Es handelt sich dabei um ein Comic, zusammengesetzt aus sieben Seiten Vorschau zu dem gleichnamigen BloodRayne Comic Skies Afire, sowie aus acht weiteren Seiten mit Charakter- und unbenutzten Cover-Sketchen, wie auch BloodRayne Pin-up Art.
Außerdem ist der Vorgang zur Erstellung des Covers für Skies Afire dokumentiert.
RAW, RAW II und RAW III sind inhaltlich quasi so aufgebaut wie Skies Afire special review, abgesehen davon dass sie sich nicht mit einem gleichnamigen Comic beschäftigen, sondern mit mehreren, die bis dahin schon produziert wurden.

## Trivia
- Rayne wird in beiden Spielen von der amerikanischen Schauspielerin und Synchronsprecherin Laura Bailey gesprochen.
- Rayne ist (neben Triss Merigold aus The Witcher) der bisher einzige Charakter aus einem Videospiel, der im Playboy abgebildet war. Rayne war 2004 in der Oktober-Ausgabe des US-Playboy zu sehen.
- Rayne war außerdem im Musikvideo Everybody’s Fool der Alternative-Rockgruppe Evanescence zu sehen.
- Ein geplantes BloodRayne-Spiel für die PSP wurde wieder verworfen. Jedoch ist Rayne als freispielbarer Charakter im PSP-Spiel Infected zu finden.
- Die Modifikationen Bloodrayne2 FSAA und HD erweitern und verbessern die Grafik des Spiels um hochauflösende Schatten, Postprocessing-Effekte, Texturen und Antialiasing.

## Verfilmungen
In der Verfilmung BloodRayne wird Rayne von Kristanna Loken verkörpert. 2007 erschien die Fortsetzung BloodRayne II: Deliverance und 2010 ein dritter Teil Bloodrayne: The Third Reich, in denen Natassia Malthe die Rollen übernahm. In allen drei Teilen übernahm Uwe Boll die Regie.